# Стрельба из лука на Европейских играх 2019
Соревнования по стрельбе из лука на Европейских играх 2019 года прошли с 23 по 29 июня 2019 года в Минске в СОК «Олимпийский». Было разыграно восемь комплектов медалей. В соревнованиях участвовали 128 человек.

### Медалисты

#### Мужчины
| Дисциплина                                   | Золото                                                | Серебро                                                       | Бронза                                                      |
| -------------------------------------------- | ----------------------------------------------------- | ------------------------------------------------------------- | ----------------------------------------------------------- |
| Индивидуальное первенство. Классический лук. | Мауро Несполи · Италия                                | Стив Вейлер · Нидерланды                                      | Пабло Ача · Испания                                         |
| Командное первенство. Классический лук.      | Франция · Пьер Плион · Тома Широ · Жан-Шарль Валладон | Нидерланды · Шеф ван ден Берг · Ян ван Тонгерен · Стив Вейлер | Италия · Марко Гальяццо · Мауро Несполи · Давид Паскуалуччи |
| Индивидуальное первенство. Блочный лук.      | Майк Шлёссер · Нидерланды                             | Жиль Сейверт · Люксембург                                     | Марио Вавро · Хорватия                                      |

#### Женщины
| Дисциплина                                   | Золото                                                        | Серебро                                                         | Бронза                                             |
| -------------------------------------------- | ------------------------------------------------------------- | --------------------------------------------------------------- | -------------------------------------------------- |
| Индивидуальное первенство. Классический лук. | Татьяна Андреоли Италия                                       | Лучилла Боари Италия                                            | Габриэла Баярдо Нидерланды                         |
| Командное первенство. Классический лук.      | Великобритания · Сара Беттлз · Наоми Фолкард · Брайони Питман | Беларусь · Карина Дёминская · Карина Козловская · Анна Марусова | Дания · Ранди Дегн · Майя Ягер · Анне Мари Лаурсен |
| Индивидуальное первенство. Блочный лук.      | Тойя Эллисон Словения                                         | Наталья Авдеева Россия                                          | Софи Додемон Франция                               |

#### Смешанный парный
| Дисциплина                                     | Золото                                  | Серебро                                        | Бронза                                   |
| ---------------------------------------------- | --------------------------------------- | ---------------------------------------------- | ---------------------------------------- |
| Смешанное парное первенство. Классический лук. | Италия · Лучилла Боари · Мауро Несполи  | Великобритания · Наоми Фолкард · Патрик Хастон | Германия · Мишель Кроппен · Цедрик Ригер |
| Смешанное парное первенство. Блочный лук.      | Россия · Наталья Авдеева · Антон Булаев | Нидерланды · Санне де Лат · Майк Шлёссер       | Турция · Ешим Бостан · Эврен Чагиран     |

### Общий зачёт
| Общее количество медалей |                |        |         |        |       |
| Место                    | Страна         | Золото | Серебро | Бронза | Всего |
| 1                        | Италия         | 3      | 1       | 1      | 5     |
| 2                        | Нидерланды     | 1      | 3       | 1      | 5     |
| 3                        | Великобритания | 1      | 1       | 0      | 2     |
| 3                        | Россия         | 1      | 1       | 0      | 2     |
| 5                        | Франция        | 1      | 0       | 1      | 2     |
| 6                        | Словения       | 1      | 0       | 0      | 1     |
| 7                        | Беларусь       | 0      | 1       | 0      | 1     |
| 7                        | Люксембург     | 0      | 1       | 0      | 1     |
| 9                        | Дания          | 0      | 0       | 1      | 1     |
| 9                        | Турция         | 0      | 0       | 1      | 1     |
| 9                        | Германия       | 0      | 0       | 1      | 1     |
| 9                        | Испания        | 0      | 0       | 1      | 1     |
| 9                        | Хорватия       | 0      | 0       | 1      | 1     |
| Всего                    | Всего          | 8      | 8       | 8      | 24    |

## Календарь
| ЦО | Церемония открытия | ● | Квалификации | 2 | Финалы соревнований | ЦЗ | Церемония закрытия |

| Июнь             | Июнь             | 21 Пт | 22 Сб | 23 Вс | 24 Пн | 25 Вт | 26 Ср | 27 Чт | 28 Пт | 29 Сб | 30 Вс | Медали |
| ---------------- | ---------------- | ----- | ----- | ----- | ----- | ----- | ----- | ----- | ----- | ----- | ----- | ------ |
| Стрельба из лука | Стрельба из лука |       |       | ●     | 2     | 2     | ●     | ●     | 2     | 2     |       | 8      |